# Чемпионат Азии по хоккею на траве среди женщин 1989
Чемпионат Азии по хоккею на траве среди женщин 1989 — 2-й розыгрыш чемпионата. Турнир прошёл с 12 по 17 декабря 1989 года в Гонконге. В турнире приняло участие 5 сборных.
Чемпионами в 1-й раз в своей истории стала сборная Китая. Второе место заняла сборная Японии. Бронзовым призёром стала сборная Южной Кореи.
В отличие от следующих чемпионатов, турнир проходил только в один этап — игры в группе по круговой системе в один круг — без последующих игр плей-офф.
Чемпионат также являлся квалификационным соревнованием для участия в квалификационном турнире к летним Олимпийским играм 1992, прошедшем в 1991 в Окленде (Новая Зеландия). Путёвку на турнир получили 3 команды: сборные Китая, Японии и Южной Кореи. Успешно прошла квалификацию в Окленде и попала на летнюю Олимпиаду 1992 сборная Южной Кореи.

## Результаты игр

### Групповой этап
| Место | Команда          | И | В | Н | П | ГЗ | ГП | +/- | Очки |
| ----- | ---------------- | - | - | - | - | -- | -- | --- | ---- |
| 1     | Китай            | 4 | 4 | 0 | 0 | 13 | 0  | +13 | 8    |
| 2     | Япония           | 3 | 2 | 0 | 1 | 14 | 4  | +10 | 4    |
| 3     | Республика Корея | 3 | 2 | 0 | 1 | 7  | 1  | +6  | 4    |
| 4     | Индия            | 4 | 1 | 0 | 3 | 4  | 11 | −7  | 2    |
| 5     | Гонконг          | 4 | 0 | 0 | 4 | 0  | 22 | −22 | 0    |

Нет данных по матчу сборных Японии и Южной Кореи (возможно, что он вообще не состоялся).